# 15 septembre en sport
15 août 15 octobre
Chronologies thématiques
- Croisades
- Ferroviaires
- Disney

Le 15 septembre est le 258e jour de l'année (259e en cas d'année bissextile) du calendrier grégorien.

## Événements

### XIXesiècle
- 1865 :
  - (Baseball) : premier match de baseball au Canada. London Club (Ontario) affronte un club américain du Delaware[1].
- 1869 :
  - (Golf) : Tom Morris, Jr. remporte l'Open britannique à Prestwick[2].
- 1870 :
  - (Golf) : Tom Morris, Jr. remporte l'Open britannique à Prestwick[2].
- 1879 :
  - (Football) : fondation du club de Koninklijke HFC aux Pays-Bas, dans la ville d'Haarlem par Pim Mulier (un des pionniers de l'histoire du sport aux Pays-Bas), alors âgé de 14 ans.

### XXesièclede1901à1950
- 1909 :
  - (Sport automobile) : inauguration de l'Indianapolis Motor Speedway, le circuit automobile d'Indianapolis, dans l'Indiana aux États-Unis.
- 1912 :
  - (Football) : inauguration du Roazhon Park, stade de football du Stade rennais.
- 1929 :
  - (Sport automobile) : Grand Prix automobile de Monza.
- 1938 :
  - (Automobile) : à Bonneville Salt Flats, John Cobb établit un nouveau record de vitesse terrestre : 563,58 km/h.

### XXesièclede1951à2000
- 1985 :
  - (Formule 1) : Grand Prix automobile de Belgique.

### XXIesiècle
- 2002 :
  - (Formule 1) : Grand Prix automobile d'Italie.
  - (Volley-ball / Championnat du monde féminin) : l'équipe d'Italie décroche son premier titre mondial après sa victoire 3 sets à 2 en finale contre les États-Unis. Vainqueur de la Chine, la Russie prend la troisième place. L'attaquante italienne Elisa Togut est désignée meilleure joueuse de la compétition.
- 2007 :
  - (Judo) : troisième journée des Championnats du monde à Rio de Janeiro (Brésil). Le Sud-coréen Ki-Chun Wang s'impose en légers et le Brésilien João Derly gagne le titre en mi-légers. Chez les femmes, la Nord-coréenne Kye Sun-Hui gagne chez les poids légers et la Chinoise Junjie Shi fait de même chez les poids mi-légers.
- 2015 :
  - (Football /Ligue des champions de l'UEFA) : début de la 61e édition de la Ligue des champions de l'UEFA dont la finale se disputera le samedi 28 mai 2016 en Italie au stade de San Siro à Milan.
- 2018 :
  - (Cyclisme sur route /Tour d'Espagne) : sur la 20e étape du Tour d'Espagne qui relie Escaldes-Engordany et Collada de la Gallina, sur un parcours de 97,3 kilomètres, victoire de l'Espagnol Enric Mas. Le Britannique Simon Yates conserve du maillot rouge.
- 2019 :
  - (Basket-ball /Mondial masculin) : treize ans après son premier titre, l'Espagne remonte sur le toit du monde à l'issue d'une finale maîtrisée de bout en bout face à l'Argentine (95-75). La France après sa désillusion de la demi-finale gagne un match pour la troisième place face à l'Australie (67-59).
  - (Cyclisme sur route /Tour d'Espagne) : sur la 21e et dernière étape du Tour d'Espagne qui se déroule sous la forme d'une étape de plaine par équipes, de Fuenlabrada jusqu'à Madrid, sur une distance de 106,6 km, victoire du Néerlandais Fabio Jakobsen et c'est le Slovène Primož Roglič qui remporte  la Vuelta 2019.
- 2020 :
  - (Cyclisme sur route /Tour de France) : sur la 16e étape du Tour de France qui se déroule entre La Tour-du-Pin et Villard-de-Lans, sur une distance de 164 kilomètres, victoire de l'Allemand Lennard Kämna après une échappée. Le Slovène Primož Roglič conserve le Maillot jaune.
- 2022 :
  - (Tennis /Retraite sportive) : en presque 25 ans de carrière, le Maître Roger Federer, 41 ans, annonce ce jeudi sur ses réseaux sociaux qu'il disputera lors de la Laver Cup (23 au 25 septembre), à Londres, les derniers matches de tennis de sa carrière. Le Suisse aux vingt titres du Grand Chelem n'est pas réapparu sur un court en compétition officielle depuis un quart de finale perdu à Wimbledon face à Hubert Hurkacz, en 2021 (6-3, 7-6, 6-0). Il a depuis subi une troisième opération au genou droit[3].
- 2023 :
  - (Cyclisme sur route /Tour d'Espagne) : sur la 19e étape du Tour d'Espagne qui se déroule entre La Bañeza et Íscar en Castille-et-León sur une distance de 177,1 km, victoire de l'Italien Alberto Dainese et l'Américain Sepp Kuss conserve le maillot rouge.
- 2024 :
  - (Compétition automobile /Formule 1) : sur le Grand Prix d'Azerbaïdjan qui se dispute sur le circuit urbain de Bakou, Oscar Piastri remporte la seconde victoire de sa carrière devant Charles Leclerc et George Russell. Lando Norris, parti en 15e position, termine quatrième devant Max Verstappen, Fernando Alonso, Alexander Albon, Franco Colapinto (qui marque ses premiers points pour son second départ en Formule 1), Lewis Hamilton et Oliver Bearman qui remplaçait Kevin Magnussen. À l'issue de la course, McLaren ravit la tête du championnat du monde des constructeurs à Red Bull.

## Naissances

### XIXesiècle
- 1859 :
  - August von Gödrich, cycliste sur route allemand. Médaillé d'argent de la course sur route aux Jeux d’Athènes 1896. († 16 mars 1942).
- 1863 :
  - Alexandre Panchine, patineur de vitesse et artistique russe. († 4 novembre 1904).
- 1871 :
  - Edgar Allan Poe, joueur de foot U.S. puis avocat américain. († 19 novembre 1961).
- 1875 :
  - Jimmy Jackson, footballeur écossais et australien. († ?).
- 1881 :
  - Ettore Bugatti, ingénieur et constructeur automobile italo-français. († 21 août 1947).
- 1885 :
  - Georges Parent, cycliste sur piste français. Champion du monde de cyclisme sur piste du demi-fond 1909, 1910 et 1911. († 22 octobre 1918).
- 1888 :
  - Antonio Ascari, pilote de courses automobile italien. († 26 juillet 1926).

- 1890 :
  - Eugène Maës, footballeur français. (11 sélections en équipe de France). († 30 mars 1945).

### XXesièclede1901à1950
- 1905 :
  - Pat O'Callaghan, athlète de lancers irlandais. Champion olympique du marteau aux Jeux d'Amsterdam 1928 puis aux Jeux de Los Angeles 1932. († 1er décembre 1991).
- 1915 :
  - Helmut Schön, footballeur puis entraîneur allemand. (16 sélections en équipe nationale). Sélectionneur de l'équipe d'Allemagne de 1964 à 1978. Champion du monde de football 1974. Champion d'Europe de football 1972. († 23 février 1996).

- 1919 :
  - Fausto Coppi, cycliste sur piste et sur route italien. Champion du monde de cyclisme sur piste de la poursuite 1947 et 1949. Champion du monde de cyclisme sur route 1953. Vainqueur des Tours d'Italie 1940, 1947, 1949, 1952 et 1953, des Tours de France 1949 et 1952, des Milan-San Remo 1946, 1948 et 1949, des Tours de Lombardie 1946, 1947, 1948, 1949 et 1954, de Paris-Roubaix 1950, et de la Flèche wallonne 1950. († 2 janvier 1960).
- 1922 :
  - Bob Anderson, sabreur britannique. († 1er janvier 2012).
- 1933 :
  - Gérard Pilet, joueur de tennis français. Capitaine de l'Équipe de France de Coupe Davis en 1966. († 8 mai 2011).
- 1936 :
  - Ashley Cooper, joueur de tennis australien. Vainqueur des Open d'Australie 1957 et 1958, du Tournoi de Wimbledon 1958, de l'US open 1958 puis de la Coupe Davis 1957. († 22 mai 2020).
- 1937 :
  - Joey Carew, joueur de cricket trinidadien. (19 sélections en test cricket). († 8 janvier 2011).
- 1938 :
  - Gaylord Perry, joueur de baseball américain.  († 1er décembre 2022).
- 1940 :
  - Merlin Olsen, joueur de baseball puis acteur de cinéma américain. († 11 mars 2010).
- 1941 :
  - Flórián Albert, footballeur hongrois. Médaillé de bronze aux Jeux de Rome 1960. Vainqueur de la Coupe des villes de foires 1965. (75 sélections en équipe nationale). († 31 octobre 2011).
- 1944 :
  - Roger Dorchy, pilote de courses automobile d'endurance français († 26 juillet 2023).
  - Graham Taylor, footballeur puis entraîneur anglais. Sélectionneur de l'équipe d'Angleterre de 1990 à 1993. († 12 janvier 2017).

- 1946 :
  - Alain Estève, joueur de rugby à XV français. (20 sélections en équipe de France). († 7 novembre 2023).
- 1947 :
  - Viggo Jensen, footballeur puis entraîneur danois. (8 sélections en équipe nationale). Sélectionneur de l'équipe d'Estonie en 2007.

### XXesièclede1951à2000
- 1951 :
  - Johan Neeskens, footballeur et entraîneur néerlandais. Vainqueur de la Coupe des clubs champions 1971, 1972 et 1973, puis de la Coupe d'Europe des vainqueurs de coupe 1979. (49 sélections en équipe nationale). († 6 octobre 2024).
- 1952 :
  - Houssaine Anafal, footballeur marocain. († 22 août 2012).
  - Richard Brodeur, hockeyeur sur glace canadien.
- 1955 :
  - Samson Kimobwa, athlète de fond kényan. Détenteur du Record du monde du 10 000 mètres du 30 juin 1977 au 11 juin 1978. († 16 janvier 2013).
- 1956 :
  - Rick Sutherland, pilote de courses automobile américain.
- 1958 :
  - Joel Quenneville, hockeyeur sur glace puis entraîneur canadien.
- 1961 :
  - Christian Donzé, nageur puis entraîneur et directeur technique national français. († 21 octobre 2012).
  - Dan Marino, joueur de football U.S. américain.
- 1969 :
  - Jean-Philippe Méthélie, basketteur français.
  - Márcio Santos, footballeur brésilien. Champion du monde de football 1994. Vainqueur de la Copa América 1997. (40 sélections en équipe nationale).
- 1971 :
  - Wayne Ferreira, joueur de tennis sud-africain. Médaillé d'argent en double aux Jeux de Barcelone 1992.
- 1972 :
  - Gianmarco Pozzecco, basketteur italien. Médaillé d'argent aux Jeux d'Athènes 2004. (83 sélections en équipe nationale).
- 1974 :
  - Murat Yakın, footballeur et entraîneur turc puis suisse. (49 sélections en équipe de Suisse).
- 1975 :
  - Francisco López Contardo, pilote de rallye-raid, de motocross et d'enduro chilien.
  - Mark Miller, joueur et entraîneur de basket-ball américain.
- 1977 :
  - Jason Terry, basketteur américain.
- 1978 :
  - Lionel Bomayako, basketteur franco-centrafricain.
  - Rubén Garabaya, handballeur espagnol. Médaillé de bronze aux Jeux de Pékin 2008. Champion du monde de handball masculin 2005. Vainqueur de la Coupe d'Europe des vainqueurs de coupe 1999. (168 sélections en équipe nationale).
  - Eidur Smári Gudjohnsen, footballeur islandais. Vainqueur de la Ligue des champions 2009. (88 sélections en équipe nationale).
- 1979 :
  - Patrick Marleau, hockeyeur sur glace canadien. Champion du monde de hockey sur glace 2003.
- 1980 :
  - Mike Dunleavy Jr., basketteur américain.
- 1981 :
  - Iekaterina Smolentseva, hockeyeuse sur glace russe.
- 1985 :
  - Mirko Alilović, handballeur croate. Médaillé de bronze aux Jeux de Londres 2012. (133 sélections en équipe nationale).
  - Sonia Guadalupe, basketteuse angolaise. Championnat d'Afrique de basket-ball 2011 et 2013.
- 1986 :
  - Dionte Christmas, basketteur américain.
- 1987 :
  - Franck Madou, footballeur franco-ivoirien.
  - Aly Cissokho, footballeur français. (1 sélection en équipe de France).
- 1988 :
  - Nemanja Gordić, basketteur bosnien.
- 1989 :
  - Saliou Ciss, footballeur sénégalais. (17 sélections en équipe nationale).
  - Khalid Eisa, footballeur émirati. (39 sélections en équipe nationale).
  - Julian Gamble, basketteur américain.
  - Jayson Granger, basketteur uruguayo-italien.
  - Arthur Thieffry, hockeyeur sur gazon français. (93 sélections en équipe de France).
  - Ilnur Zakarin, cycliste sur route russe. Vainqueur du Tour de Romandie 2015.
- 1991 :
  - Constantine Louloudis, rameur d'aviron britannique. Médaillé de bronze du huit aux Jeux de Londres 2012 puis champion olympique du quatre sans barreur aux Jeux de Rio 2016. Champion du monde d'aviron du huit 2014 et 2015.
- 1992 :
  - Mohammed Al-Breik, footballeur saoudien. (46 sélections en équipe nationale).
  - Michelle Plouffe, basketteuse canadienne.

- 1993 :
  - Cyril Baille, joueur de rugby à XV français. Vainqueur du Tournoi des Six Nations 2022 et des Coupes d'Europe de rugby à XV 2021 et 2024. (50 sélections en équipe de France).
  - Martin Laas, cycliste sur route estonien.
  - Josh Richardson, basketteur américain.
  - Dennis Schröder, basketteur allemand. Champion du monde de basket-ball 2023. (79 sélections en équipe nationale).
  - Claire Stievenard, basketteuse française.
- 1994 :
  - Marc-Antoine Dequoy, canadien et joueur de football canadien.
  - Elviss Krastins, volleyeur finlandais.
  - Wout van Aert, cyclocrossman et cycliste sur route belge.
- 1995 :
  - David Raya, footballeur espagnol. Vainqueur de la Ligue des nations 2023. (8 sélections en équipe nationale).
  - Ahmaad Rorie, basketteur américain.
- 1997 :
  - Thomas Chirault, archer français. Médaillé d'argent par équipes aux Jeux de Paris 2024. Médaillé d'argent par équipes classique aux Mondiaux de tir à l'arc 2017. Médaillé d'argent par équipes mixte classique aux CE de tir à l'arc 2016
  - Yolande Amana Guigolo, volleyeuse camerounaise. Championne d'Afrique féminin de volley-ball 2017, 2019 et 2021. (2 sélections en équipe nationale).
- 1999 :
  - Jaren Jackson Jr., basketteur américain.

### XXIesiècle
- 2001 :
  - Ibrahim Lawani, volleyeur français. (24 sélections en équipe de France).
- 2002 :
  - Marwa Hassani, footballeuse franco-marocaine. (5 sélections avec l'équipe du Maroc).
- 2003 :
  - Warren Bondo, footballeur français.
- 2004 :
  - David Popovici, nageur roumain. Champion olympique du 200m nage libre et médaillé de bronze du 100m nage libre aux Jeux de Paris 2024. Champion du monde de natation du 100 et 200m nage libre 2022. Champion d'Europe de natation du 100 et 200m nage libre 2022 et 2024.

## Décès

### XXesièclede1901à1950
- 1929 :
  - Joseph Charlemont, 90 ans, maître d'armes et codificateur de la boxe français. (° 12 avril 1839).

### XXesièclede1951à2000
- 1958 :
  - Constant Feith, 74 ans, footballeur néerlandais. Médaillé de bronze aux Jeux de Stockholm 1912. (8 sélections en équipe nationale). (° 3 août 1884).
- 1963 :
  - Charles Winslow, 75 ans, joueur de tennis sud-africain. Champion olympique du simple et du double en extérieur aux Jeux de Stockholm 1912 puis médaillé de bronze du simple aux Jeux d'Anvers 1920. (° 1er août 1888).
- 1967 :
  - Rhys Gabe, 87 ans, joueur de rugby à XV gallois. Vainqueur de la Triple couronne 1902. (24 sélections en équipe nationale). (° 22 juin 1880).
- 1971 :
  - Umberto Malvano, 87 ans, footballeur italien. (° 17 juillet 1884).
- 1975 :
  - Franco Bordoni, 62 ans, pilote de courses automobile italien. (° 10 janvier 1913).
- 1991 :
  - Luis Miró, 78 ans, footballeur puis entraîneur espagnol. (° 3 mars 1913).
- 1994 :
  - Charles Allé, 90 ans, footballeur français. (° 3 juillet 1904).
- 1995 :
  - Gunnar Nordahl, 74 ans, footballeur suédois. Champion olympique aux Jeux de Londres 1948. (33 sélections en équipe nationale). (° 19 octobre 1921).
  - Dirceu, 43 ans, footballeur brésilien. (44 sélections en équipe nationale). (° 15 juin 1952).
- 1998 :
  - René Ferrier, 61 ans, footballeur puis entraîneur français. (24 sélections en équipe de France). (° 7 décembre 1936).
  - Viljo Heino, 84 ans, athlète de fond finlandais. Champion d'Europe d'athlétisme du 10 000 m 1946. Détenteur du Record du monde du 5 000 m du 25 août 1944 au 11 juin 1949 et du 1er septembre 1949 au 22 octobre 1949. (° 1er mars 1914).

### XXIesiècle
- 2006 :
  - Carl-Gunnar Hammarlund, 85 ans, pilote de rallye automobile suédois. (° 20 mai 1921).
- 2007 :
  - Colin McRae, 39 ans, pilote de rallye automobile écossais. Champion du monde des rallyes 1995. (25 victoires en rallye). (° 5 août 1968).
- 2012 :
  - Predrag Brzaković, 47 ans, footballeur yougoslave puis serbe. (3 sélections en Équipe de Serbie de futsal). (° 27 septembre 1964).
  - Jean-Louis Heinrich, 69 ans, footballeur français. (°22 mai 1944).
  - Nevin Spence, 22 ans, joueur de rugby à XV irlandais. (°26 avril 1990).
- 2020 :
  - André Guesdon, 71 ans, footballeur puis entraîneur français. († 14 octobre 1948).